# Paris, Arkansas
Paris är en av två administrativa huvudorter i Logan County i Arkansas. Den andra huvudorten är Booneville. Orten har fått sitt namn efter Paris i Frankrike. Paris hade 3 532 invånare enligt 2010 års folkräkning.

## Kända personer från Paris
- James Bridges, filmregissör
- Bob Wootton, gitarrist